# Мохау (Саксонія)
Мохау (нім. Mochau) — громада у Німеччині, у землі Саксонія. Підпорядковується адміністративному округу Хемніц. Входить до складу району Середня Саксонія. 
Населення - 2 542 особи (на 31 грудня 2010). Площа - 38,82 км². 
Офіційний код — 14 3 75 110. 

## Адміністративний поділ
Громада підрозділяється на 23 сільських округи. 